# 1946 у футболі
Нижче наведені футбольні події 1946 року у всьому світі.

## Засновані клуби
- Говерла
- Рієка (Хорватія)
- Сараєво (Боснія і Герцеговина)

## Національні чемпіони
- Аргентина: Сан-Лоренсо де Альмагро
- Ісландія: Фрам
- Туреччина: Генчлерберлігі
- Угорщина: Уйпешт
- Швеція: Норрчепінг